# Anthony Perish
Anthony John Michael "Rooster" Perish (n. 1970) es un asesino convicto australiano de Leppington en el suroeste de Sídney, Nueva Gales del Sur, que es conocido por haber matado a un traficante de drogas de Sídney, Terry Falconer, en 2001. También puede ser responsable de otros asesinatos. Aparentemente, el asesinato de Falconer ocurrió porque está acusado de haber asesinado a los abuelos de edad avanzada de Perish, Anthony Perish Sr. (1902-1993) y Frances Perish (1900-1993).
El asociado de Perish, Sean Lawrence Waygood, falleció el 18 de marzo de 2014, a los 43 años de edad, en una sección segura del hospital Randwick tras una larga enfermedad. El hijo de Gordon y Evelyn Waygood, tuvo dos hijos y dos hijastros. La liturgia eucarística se celebró en la iglesia católica de San Canice, Roslyn Street, Elizabeth Bay el 27 de marzo de 2014.